# Шахтенки
Шахтенки — хутор в Красносулинском районе Ростовской области.
Входит в состав Киселевского сельского поселения.

## География
Из г. Новошахтинска в Шахтенки ходит автобус № 102 (Центр—Шахтенки).

### Улицы
| - ул. Братская, - ул. Восточная, - ул. Набережная, - ул. Северная, | - ул. Советская, - ул. Степная, - ул. Центральная, - ул. Шахтерская, | - пер. Школьный. |

## Население
| 2010 |
| ---- |
| 284  |